# Hombre de Vitruvio
El Hombre de Vitruvio o Estudio de las proporciones ideales del cuerpo humano es un famoso dibujo acompañado de notas anatómicas de Leonardo da Vinci realizado alrededor de 1490 en uno de sus diarios. Representa una figura masculina desnuda en 2 posiciones sobreimpresas de brazos y piernas e inscrita en una circunferencia y un cuadrado (Ad quadratum). Se trata de un estudio de las proporciones del cuerpo humano, realizado a partir de los textos de arquitectura de Vitruvio, arquitecto de la antigua Roma, cuyo nombre toma el dibujo. 
Perteneció a la colección del escritor y pintor Giuseppe Bossi hasta que, tras su muerte acaecida en 1815, su colección fue comprada en una subasta por Luigi Celotti y posteriormente adquirida por la Galería de la Academia de Venecia, donde se conserva desde 1822, aunque se exhibe al público rara vez por motivos de conservación. Por esta razón no es parte de la exposición habitual del museo.

## Proporciones descritas por Vitruvio
Las proporciones descritas por Vitruvio son:
- El rostro, desde la barbilla hasta la parte más alta de la frente, donde están las raíces del pelo, mide una décima parte de la altura total.
- La palma de la mano, desde la muñeca hasta el extremo del dedo medio mide exactamente lo mismo.
- La cabeza, desde la barbilla hasta su coronilla, mide una octava parte de todo el cuerpo.
- Desde el esternón hasta las raíces del pelo equivale a una sexta parte de todo el cuerpo.
- Desde la parte media del pecho hasta la coronilla, una cuarta parte de todo el cuerpo.
- Del mentón hasta la base de la nariz, mide una tercera parte del rostro.
- La frente mide igualmente otra tercera parte del rostro.
- El pie equivale a un sexto de la altura del cuerpo.
- El codo, un trozo del codo
- El pecho equivale igualmente a una cuarta parte de todo el cuerpo.
- El ombligo es el punto central natural del cuerpo humano. En efecto, si se coloca un hombre boca arriba, con las manos y los pies estirados, situando el centro del compás en su ombligo y trazando una circunferencia, esta tocaría la punta de ambas manos y los dedos de los pies.
- La figura circular trazada sobre el cuerpo humano nos posibilita el lograr también un cuadrado: si se mide desde la planta de los pies hasta la coronilla, la medida resultante será la misma que se da entre las puntas de los dedos con los brazos extendidos.

La obra original de Vitruvio no contenía ilustraciones.

## Estudio de las proporciones ideales del cuerpo humano
Leonardo basó su dibujo en las indicaciones de Vitruvio. En el texto que acompaña su dibujo, realizado en escritura especular, corrigió algunas proporciones y añadió otras:
- Cuatro dedos hacen una palma.
- Cuatro palmas hacen un pie.
- Seis palmas hacen un codo.
- Cuatro codos hacen un paso.
- Veinticuatro palmas hacen a un hombre.
- Si separas las piernas lo suficiente como para que tu altura disminuya 1/14 y estiras y subes los hombros hasta que los dedos estén al nivel del borde superior de tu cabeza, has de saber que el centro geométrico de tus extremidades separadas estará situado en tu ombligo y que el espacio entre las piernas será un triángulo equilátero.
- Desde la parte superior del pecho al nacimiento del pelo será la séptima parte del hombre completo.
- Desde los pezones a la parte de arriba de la cabeza será la cuarta parte.
- La anchura mayor de los hombros contiene en sí misma la cuarta parte.
- Desde el codo a la punta de la mano será la cuarta parte.
- Desde el codo al ángulo de la axila será la octava parte.
- La mano completa será la décima parte del cuerpo del sujeto
- El comienzo de los genitales marca la mitad del hombre.
- El pie es la séptima parte de la altura total.
- Desde la planta del pie hasta debajo de la rodilla será la cuarta parte.
- Desde debajo de la rodilla al comienzo de los genitales será la cuarta parte.
- La distancia desde la parte inferior de la barbilla a la nariz y desde el nacimiento del pelo a las cejas es, en cada caso, la misma y como la oreja.
- Desde el inicio de la rodilla hasta el inicio de la pelvis, será la misma medida del torso.
- Desde el centro del pecho hasta la punta de los dedos, será igual a la longitud de toda la pierna.

El redescubrimiento de las proporciones matemáticas del cuerpo humano en el siglo XV por Leonardo y otros autores está considerado como uno de los grandes logros del Renacimiento.
Examinando el dibujo puede notarse que la combinación de las posiciones de brazos y piernas crea realmente 16 posiciones distintas. La posición con los brazos en cruz y los pies juntos se ve inscrita en el cuadrado sobreimpreso. Por otra parte, la posición superior de los brazos y las dos de las piernas se ve inscrita en el círculo sobreimpreso. Esto ilustra el principio de que en el cambio entre las dos posiciones, el centro aparente de la figura parece moverse, pero en realidad el ombligo de la figura, que es el centro de masas verdadero, permanece inmóvil.

## Otras representaciones

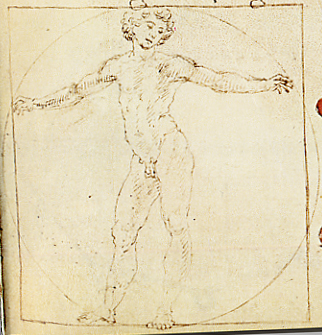
Representación de las proporciones descritas por Vitruvio, realizada por Francesco di Giorgio Martini.

Además de Leonardo, otros autores interpretaron mediante dibujos la descripción realizada por Vitruvio. Entre ellos se encuentran Juan de Arfe Villafañe, en su tratado De Varia Conmensuracion (1585), Francesco di Giorgio Martini, que lo representó antes que Leonardo, en 1480, y Giacomo Andrea de Ferrara, cuyas similitudes con el trazado de Leonardo han sugerido que este último pudo haberlo copiado.